# Conseil d'État (Espagne)
Pour les autres articles nationaux ou selon les autres juridictions, voir Conseil d'État.

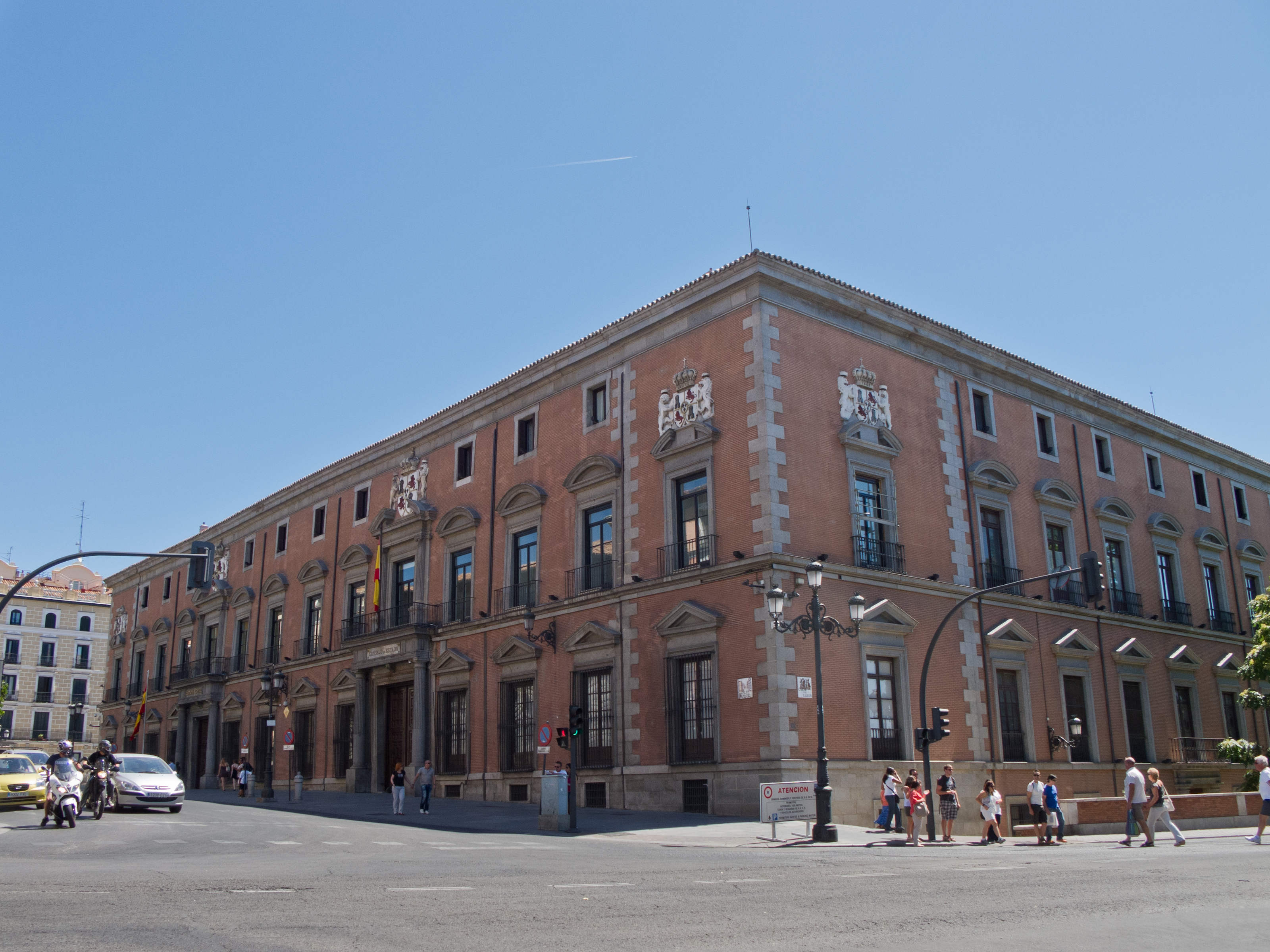
Le palais du Conseil d'État.

Le Conseil d'État est, selon l'article 107 de la Constitution espagnole actuelle, « l'organe consultatif suprême du gouvernement » de l'Espagne.

## Histoire
Déjà présent sous le règne des Rois catholiques sous les noms de Conseil suprême de la Couronne d'Aragon et de Conseil suprême de la Couronne de Castille, il était un instrument de la monarchie hispanique pour débattre de la politique étrangère de la monarchie.
Le roi Charles Ier, empereur du Saint-Empire romain sous le nom de Charles V, décide de créer son propre conseil pour les affaires extérieures de la monarchie en raison de la grande action extérieure qui a marqué son règne. Il a commencé à fonctionner en 1526, lorsque Soliman le Magnifique a menacé l'Autriche. C'est le seul conseil qui n'a pas de président, puisque c'est le roi lui-même qui assume cette fonction.
Ses conseillers n'étaient pas des spécialistes du droit mais des experts en relations internationales, comme le duc d'Albe ou Nicolas Perrenot. Les conseillers étaient donc des membres de la haute noblesse et du haut clergé. À l'époque de Philippe II, le monarque ne présidait parfois pas les conseils et envoyait à la place son secrétaire Antonio Pérez.
Sa mission est de conseiller le roi en matière de politique étrangère et il contrôle les ambassades de Vienne (dynastie familiale des Autrichiens), Rome, Venise, Gênes, et des principales puissances d'Europe : France, Angleterre et Portugal.
Contrairement au Conseil de Castille, où le roi écoutait les conseillers et exécutait les conclusions qu'ils présentaient, au Conseil d'État, c'est le roi lui-même qui fixait les points à discuter, écoutait ses conseillers et, ensuite, le monarque lui-même prenait les décisions qui s'imposaient.
La Constitution de 1812 a créé le Conseil d'État, qu'elle a défini comme « le seul Conseil du roi » et qu'elle a érigé en véritable organe de contrôle du pouvoir du monarque, en précisant que certains actes, tels que le vote des lois, la déclaration de guerre ou la conclusion de traités, lui seraient soumis pour qu'il en ait connaissance, et qu'en aucun cas le souverain ne pourrait entreprendre de tels actes sans avoir préalablement « entendu » le Conseil. Ce Conseil a à peine survécu à cause de la restauration de l'absolutisme.
Le 20 mars 1820, elle est à nouveau mise en œuvre par le gouvernement libéral. Le 21 mars, les conseillers ont prêté serment sur la Constitution politique de 1812, avec Juan de Madrid Dávila comme secrétaire.
En 1834, le Conseil royal d'Espagne et des Indes a été créé en tant qu'organe consultatif, mais il a été supprimé en 1836. Ce n'est qu'en 1845 que fut créé le Conseil royal, dont la présidence était assurée par le président du Conseil des ministres et qui disparut en 1858 lors de la création de l'actuel Conseil d'État, dont le premier président fut Francisco Martínez de la Rosa. Ce Conseil a été régi par de nombreux règlements, notamment ceux de 1858, 1860, 1904 et 1980. Elle a été abolie par la Seconde République mais restaurée par Franco.
En 1904, le Conseil d'État est devenu un organe consultatif du pouvoir exécutif.

## Composition et fonctions
L'organisation du Conseil d'État est fixée par la loi organique, du 22 avril 1980 .
Il est composé d'un président, de l'assemblée plénière, de la commission permanente, de la commission d'étude et des sections.
Le président est librement nommé par décret royal pris en Conseil des ministres parmi des juristes de prestige et d'expérience reconnus dans les affaires de l'État.
L' Assemblée plénière est composée :
- du président ;
- des membres de droit : les anciens chefs du gouvernement, les directeurs ou présidents de l'Académie royale espagnole , de l'Académie royale de jurisprudence et de législation , de l'Académie royale d'histoire, de la Commission économique et sociale , le procureur général de l' État, le chef d'État-Major de la Défense , le gouverneur de la Banque d'Espagne, le directeur du Service juridique de l'État et les présidents de la Commission générale de codification et de la profession judiciaire ;
- des conseillers permanents librement nommés par décret royal parmi les anciens ministres, présidents ou conseillers des gouvernements des communautés autonomes, conseillers d'État, avocats du Conseil lui-même, professeurs titulaires et fonctionnaires de niveau universitaire de quinze ans d'exercice, officiers généraux du Corps juridique militaire et anciens gouverneurs de la Banque d'Espagne ;
- des conseillers non-permanents en un nombre ne dépassant pas dix et pour une période de quatre ans, en plus du secrétaire général du conseil.

La commission permanente est composée du président, des conseillers permanents et du secrétaire général.
La commission d'étude est composée du président, de deux membres permanents, deux de droit et deux électifs, nommés par l'assemblée plénière, et du secrétaire général.
La fonction du Conseil d'Etat est exclusivement consultative et se limite à donner son avis motivé sur l'objet de la consultation ou à proposer une autre solution plus appropriée. Dans l'exercice de cette fonction, il doit veiller au respect de la Constitution et du reste de l'ordre juridique. De plus, il doit assurer l'harmonie du système, la rigueur de la technique normative et le bon travail de l'administration, pour réduire au minimum les conflits avec les citoyens.
Trois de ses conseillers permanents sont nommés chaque année pour faire partie du Tribunal des conflits.

## Présidents
- 1973-1979 : Antonio María de Oriol y Urquijo
- 1979-1982 : Antonio Jiménez Blanco
- 1982-1985 : Antonio Hernández Gil
- 1985-1991 : Tomás de la Quadra-Salcedo
- 1991-1996 : Fernando Ledesma
- 1996-2002 : Íñigo Cavero
- 2002-2004 : José Manuel Romay
- 2004-2012 : Francisco Rubio Llorente
- 2012-2018 : José Manuel Romay
- 2018-2022 : María Teresa Fernández de la Vega
- 2022 : Miguel Herrero (intérim)
- 2022-2024 : Magdalena Valerio
- 2024 : Miguel Herrero (intérim)
- depuis 2024 : Carmen Calvo

## Composition actuelle
Le conseil d'État réunit :
| Fonction                          | Titulaire | Remarque                                                                                                   |
| --------------------------------- | --- | --- |
| Présidente                        | Carmen Calvo | Professeure des universités Ancienne députée aux Cortes Generales Ancienne vice-présidente du gouvernement |
| Conseillers permanents            | | |
| Miguel Herrero                    | Administrateur général du conseil d'État Ancien député aux Cortes Generales « Père de la Constitution » | |
| Miguel Rodríguez-Piñero           | Professeur des universités Ancien président du Tribunal constitutionnel | |
| Paz Andrés Sáenz de Santa María   | Professeure des universités | |
| Fernando Ledesma                  | Magistrat Ancien député aux Cortes Generales Ancien membre du Conseil général du pouvoir judiciaire Ancien ministre de la Justice Ancien président du Conseil d'État                                                                        | |
| Alberto Aza                       | Diplomate Ancien directeur de cabinet d'Adolfo Suárez Ancien secrétaire général puis chef de la Maison royale | |
| José Luis Manzanares Samaniego    | Magistrat Ancien vice-président du Conseil général du pouvoir judiciaire | |
| María Teresa Fernández de la Vega | Magistrate Ancienne députée aux Cortes Generales Ancienne première vice-présidente du gouvernement Ancienne présidente du Conseil d'État | |
| Enrique Alonso García             | Administrateur général du Conseil d'État | |
| María Luisa Carcedo               | Médecin Ancienne membre du gouvernement des Asturies Ancienne députée à la Junte générale des Asturies Ancienne sénatrice puis députée aux Cortes Generales Ancienne haut-commissaire à la Pauvreté infantile Ancienne ministre de la Santé | |